# 171. østlige længdekreds
Den 171. østlige længdekreds (eller 171 grader østlig længde) er en længdekreds, der ligger 171 grader øst for nulmeridianen. Den løber gennem Ishavet, Asien, Stillehavet, det Sydlige Ishav og Antarktis.